# TT317
La tombe thébaine TT 317 est située à Cheikh Abd el-Gournah, dans la nécropole thébaine, située sur la rive ouest du Nil en face de Louxor.
La tombe est le lieu de sépulture de Thoutnéfer, scribe du comptage du maïs dans le grenier des offrandes divines d'Amon sous le règne de Thoutmôsis III (?) à la XVIIIe dynastie.